# Lophiomys imhausi
Lophiomys imhausi — вид гризунів родини хом'якових (Cricetidae). Належить до монотипової підродини Lophiomyinae. Інша назва — хом'як кошлатий.

## Опис
Зовні схожий більше на їжатця ніж на хом'яка, оскільки його спину, уздовж хребта, прикрашає жорстка щетиниста грива.
Самиці в кошлатих хом'яків досягають помітно великих розмірів (до 36 см) в порівнянні з самцями (25,5–30 см). Вага дорослих особин 590—920 г. Хвіст приблизно вдвічі коротше тулуба — 14–21,5 см, покритий довгим густим волоссям. Статура масивна, незграбна. Голова обрисами дещо нагадує голову кавію або поркупіна. Очі невеликі. Маленькі округлі вуха облямовані білим. На кінцівках добре розвинені 4 пальця; перший палець передніх кінцівок частково протиставлений іншим.

## Поширення
Мешкає Lophiomys imhausi в гірських лісах Східної Африки. Зустрічається у Судані, Ефіопії, Еритреї, Сомалі, Уганді, Кенії, Танзанії. Викопні рештки відомі з Ізраїлю.

## Спосіб життя
Веде ссавець нічний спосіб життя, вдень пересиджує в норах, а вночі робить вилазки в пошуках їжі — листя, плодів, молодих коренів і пагонів.
Кошлатий хом'як — досить-таки повільна тварина, тому від хижаків він захищається хитрими прийомами. По-перше, у нього з боків розташовані пахучі залози, що випромінюють специфічний різкий запах в разі небезпеки. По-друге, у нього піднімається грива, що робить його дуже схожим на їжатця. По-третє, шерсть гризуна отруйна. Як виявилося, хом'як здирає токсичну кору дерева акокантери абисінської (Acokanthera shimperi) і змащує нею свою шерсть. Одного контакту з шерстю хом'яка досить щоб викликати сильне отруєння, а в наслідку і смерть.